# Gerresheim (Düsseldorf)
Gerresheim, Düsseldorf-Gerresheim — dzielnica miasta Düsseldorf w Niemczech, w okręgu administracyjnym 7, w kraju związkowym Nadrenia Północna-Westfalia, w rejencji Düsseldorf.  
Na terenie dzielnicy znajduje się późnoromańska bazylika mniejsza pw. św. Małgorzaty.  